# NGC 2681
NGC 2681 ist eine linsenförmige Galaxie mit aktivem Galaxienkern vom Hubble-Typ SB0/a im Sternbild Großer Bär am Nordsternhimmel. Sie ist schätzungsweise 33 Millionen Lichtjahre von der Milchstraße entfernt und hat einen Durchmesser von etwa 35.000 Lj. Die Entfernungsmessungen basierend auf den Radialgeschwindigkeiten stimmen nicht mit den rotverschiebungsunabhängigen Entfernungsschätzungen von 51 ± 7 Millionen Lichtjahren überein.
Im selben Himmelsareal befinden sich die Galaxien NGC 2807, NGC 2809, NGC 2812, IC 2457.
Das Objekt wurde am 17. März 1790 von dem Astronomen William Herschel mit einem 48-cm-Teleskop entdeckt.